# Петров, Сава
Сава Петров (серб. Сава Петров; род. 18 июня 1998, Белград) — сербский футболист, нападающий сербского клуба «Железничар» из Панчево.

## Клубная карьера
Петров — воспитанник клуба «Партизан». В августе 2016 года, Сава заключил первый профессиональный контракт, подписав соглашение на четыре года. После этого, нападающий на правах аренды перешёл в партнерский клуб «Телеоптик», в составе которого стал победителем лиги Белград. Летом 2017 года, Петров принял участие в предсезонной подготовке «Партизана», но в июле покинул клуб в статусе свободного агента.
Осенью 2017 года, Петров стал игроком клуба «Спартак Суботица», подписав трёхлетний контракт. 29 апреля 2018 года в матче против «Чукарички» Сава дебютировал в сербской Суперлиге.
В июне того же года, он перешёл в бельгийский «Вестерло» из второго бельгийского дивизиона. 4 августа в матче против «Руселаре» он дебютировал за новый клуб. 1 декабря в матче против того же «Руселаре» Петров забил свой первый гол за «Вестерло». В августе 2020 года, нападающий был арендован «Льерс Кемпензонен». 29 августа в матче против РВДМ47 Сава дебютировал за новый клуб. 11 сентября в поединке против «Ломмеля» он забил первый гол за «Льерс Кемпензонен».
2 июля 2021 года, Петров подписал двухлетний контракт со словенской «Олимпией». 25 июля в матче против «Радомлье» он дебютировал в чемпионате Словении и отметился дебютным голом. Зимой 2022 года нападающий стал игроком клуба «Младост (Лучани)». 13 февраля в поединке против «ТСЦ» Сава провёл первый матч за новый клуб. 1 апреля во встрече против «Колубара» Петров забил дебютный гол за клуб.
1 июля 2022 года, на правах свободного агента перешёл в «Раднички (Ниш)». 10 июля в матче против «Црвены звезды» Петров провёл первый матч за новый клуб. 5 ноября против «Колубара» забил свой первый гол за «Раднички».
30 января 2024 года, Сава Петров стал игроком португальского клуба «Визела». 4 февраля в матче против «Витории Гимарайнш» он дебютировал в португальской Примейре. 9 марта в поединке против «Фаренсе» Петров забил первый гол за клуб.